# Catopta kendevanensis anjumanica
Catopta kendevanensis anjumanica is een ondersoort van Catopta kendevanensis, een vlinder uit de familie van de houtboorders (Cossidae). De wetenschappelijke naam van de ondersoort werd voor het eerst geldig gepubliceerd in 1964 door Franz Daniel.